# Wietrzynko
Wietrzynko – niezamieszkana osada w północnej Polsce, położona w województwie zachodniopomorskim, w powiecie koszalińskim, w gminie Bobolice, ok. 200 m od jeziora Wietrzno. Miejscowość wchodzi w skład sołectwa Drzewiany.
W latach 1975–1998 miejscowość położona była w województwie koszalińskim.
Nazwę Wietrzynko wprowadzono urzędowo w 1948 roku, zmieniając niemiecką nazwę Vettrinchen.